# Pipa americká
Pipa americká (Pipa americana, též Pipa pipa) je žába z čeledi pipovitých.

## Výskyt
Pipa americká je zcela vodní žába a proto se vyskytuje v řekách, jezerech a bažinách v deštných pralesích. Byla nalezena po celém severu Jižní Ameriky; v Brazílii, Peru, Venezuele, Kolumbii, Ekvádoru, Guyaně, Francouzské Guyaně, Trinidadu a Tobagu a Surinamu.

## Popis
Dorůstá až 20 cm, ale častěji 10–13 cm. Váží kolem 500 g. Pipa americká tvarem těla připomíná list, je totiž úplně plochá. Kůže je hrubá s visícím záhyby, u samice s malými otvory jako úschovna vajíček, hnědě až olivově zbarvená. Hlava je do tvaru trojúhelníku a nese dvě malé oči bez víček, nozdry jako úzké trubičky a velkou bezzubou tlamu bez jazyka. Přední končetiny jsou tenké, slabé, namířené dopředu. Prsty jsou na koncích hvězdičkovitě rozvětveny a na nich jsou soustředěna hmatová a chuťová čidla, která jsou určena pro lov kořisti. Zadní končetiny slouží k pohybu, jsou dlouhé, silné a mezi prsty je blána.

## Potrava
Pipa americká se živí vodními bezobratlými a malými rybkami, které hledá pomocí hmatových a chuťových čidel na prstech předních končetin a loví nasátím do tlamy.

## Rozmnožování

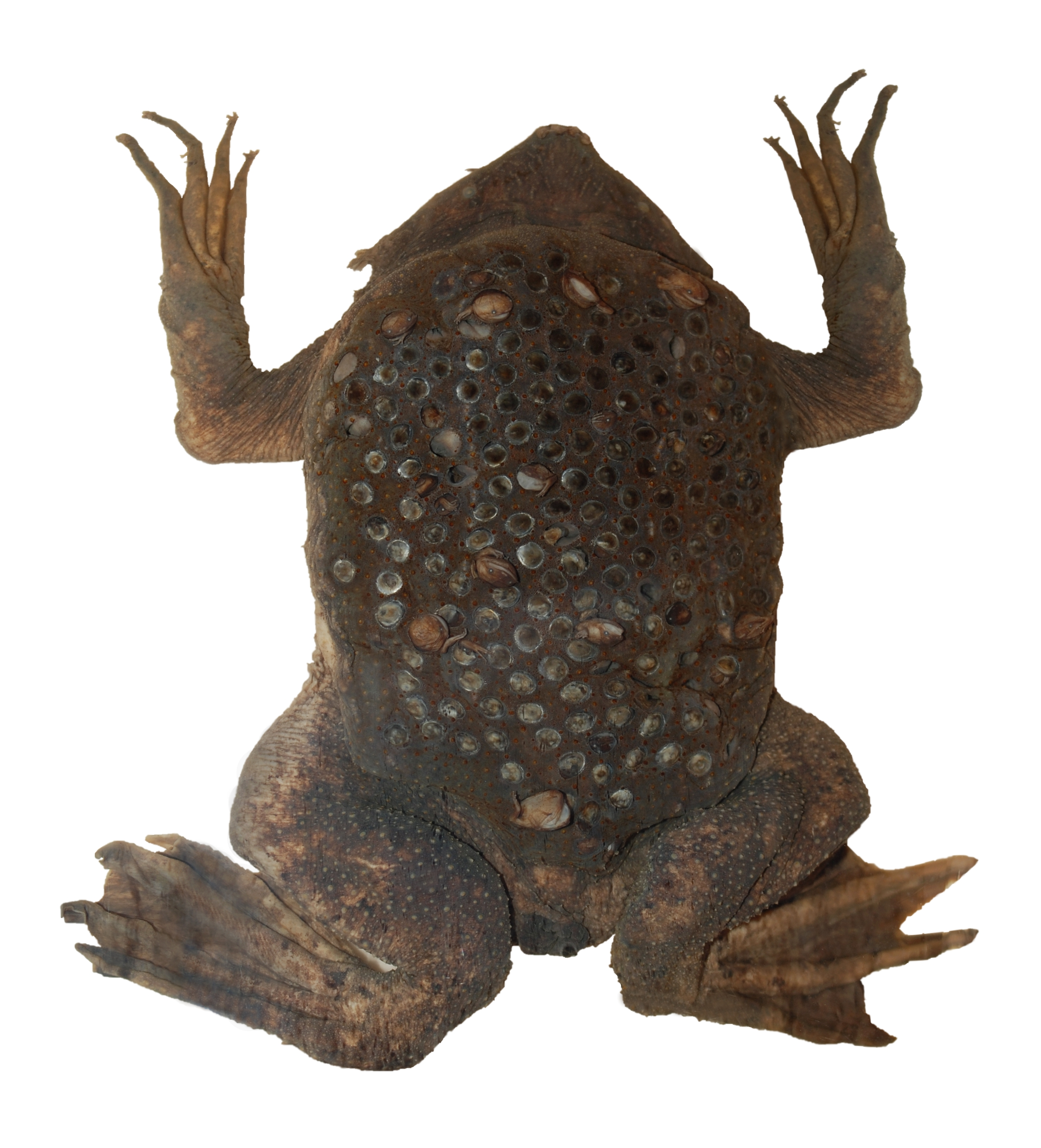
Samice pipy americké s vajíčky v komůrkách na hřbetě

Pipa americká je známá především pro svůj způsob rozmnožování. Při námluvách samci místo kvákání silně cvakají velkou tlamou. Při kladení vajíček plavou partneři v podivných akrobatických obratech vzhůru ode dna a zpět. Při klesání uvolňuje samička několik vajíček, která se zachytí o samečkovo břicho. Ten je oblastí kloaky tlačí dopředu na její hřbet a při tom je oplodňuje. Zamačkávání vajíček do naběhlé žláznaté hřbetní kůže samice dokončuje na dně. Poté se celý popsaný manévr opakuje. Vývin zárodků probíhá v kožních komůrkách krytých svrchu poloprůhledným víčkem.
Vajíčka uzavřená v kůži procházejí přímým vývinem (bez stadia volné larvy) a do vody se uvolňují již zcela hotové miniaturní žabky, a to 
po 77–136 dnech.

## Příbuzné druhy
Rod pipa obsahuje kromě pipy americké ještě šest dalších druhů a kromě pipy americké má jen jedna z nich český název:
- Pipa arrabali
- Pipa aspera
- Pipa carvalhoi – pipa Carvalhoova
- Pipa myersi
- Pipa parva
- Pipa snethlageae

## Galerie

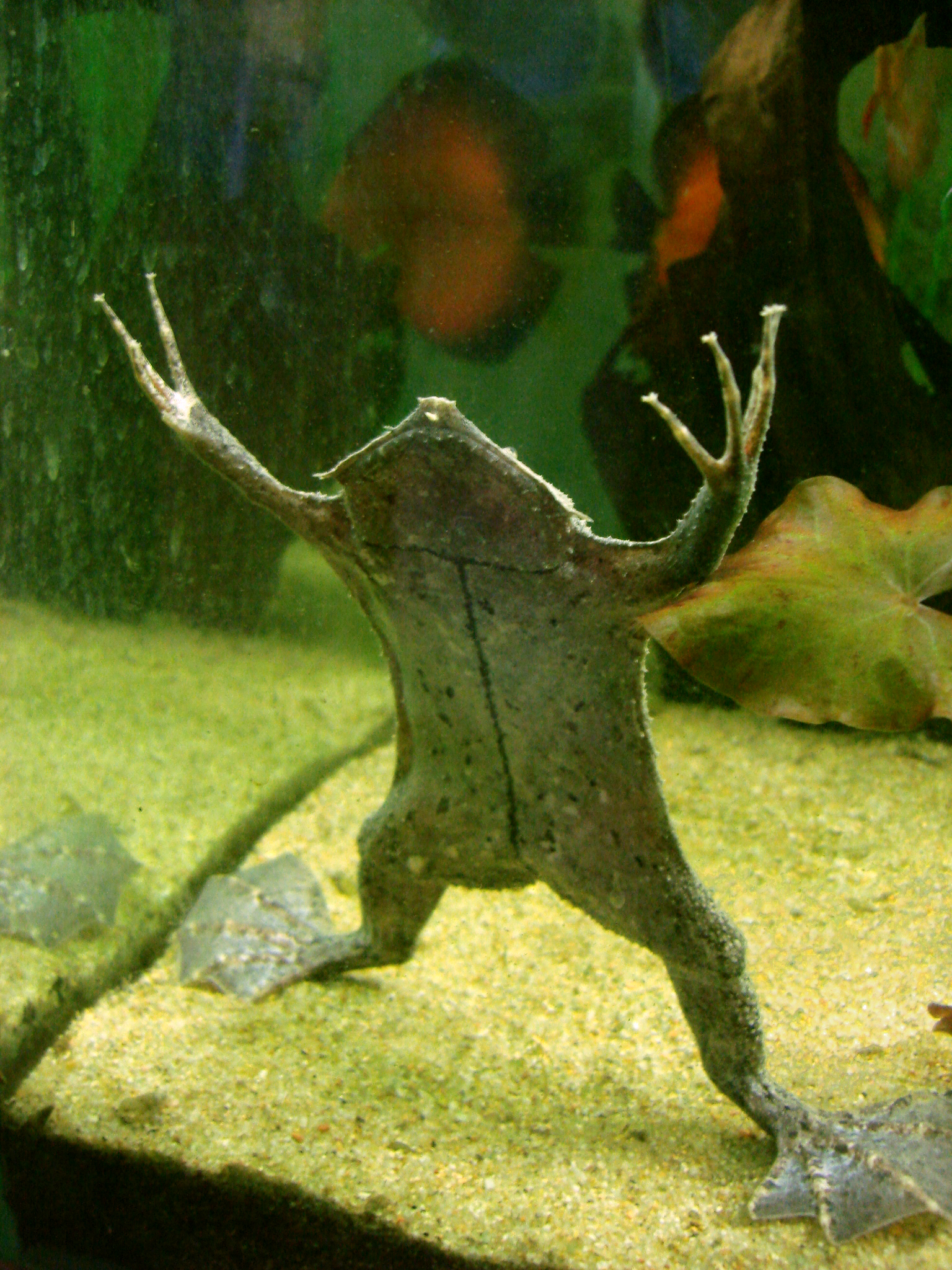
pipa americká
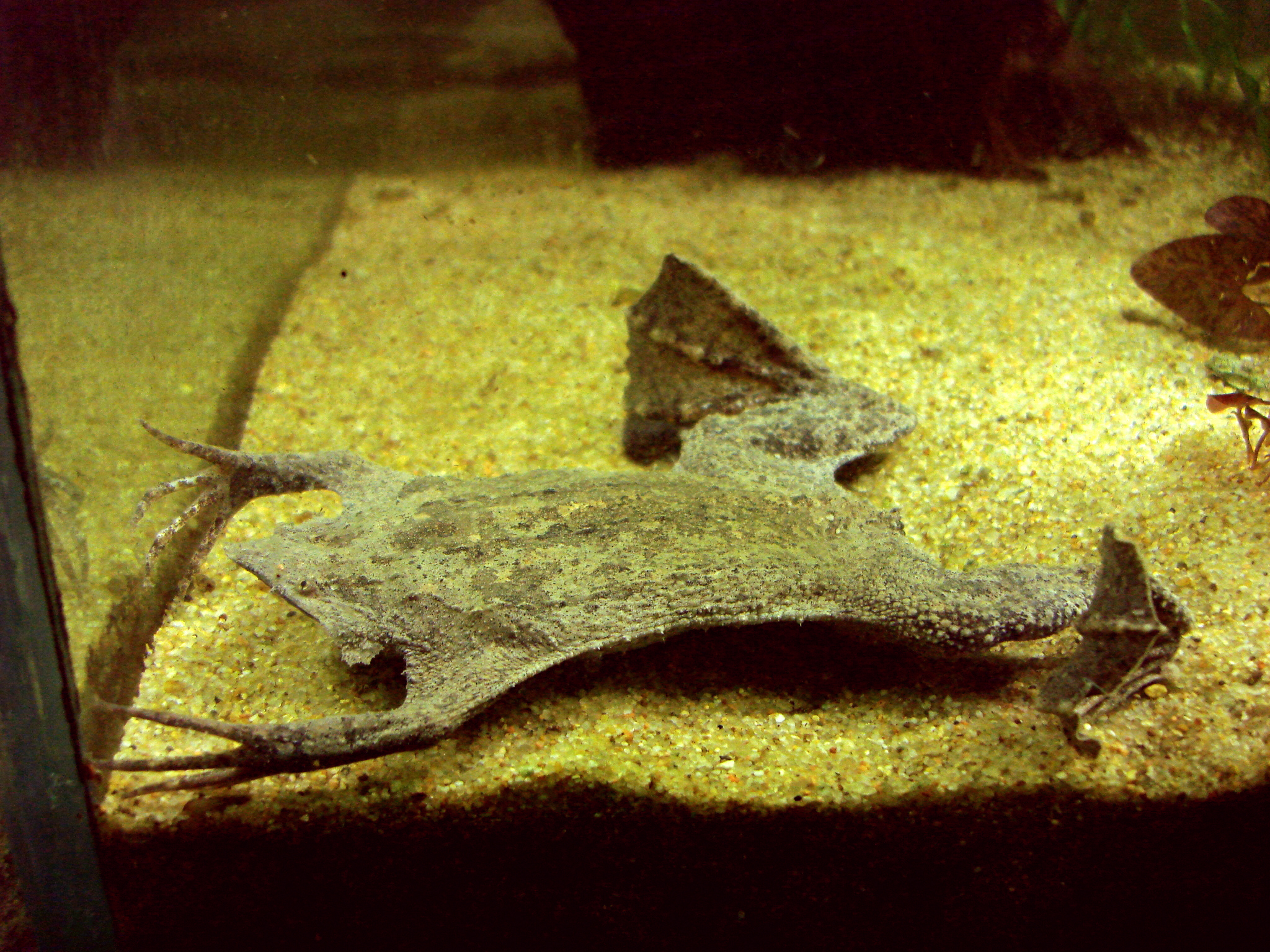
pipa americká
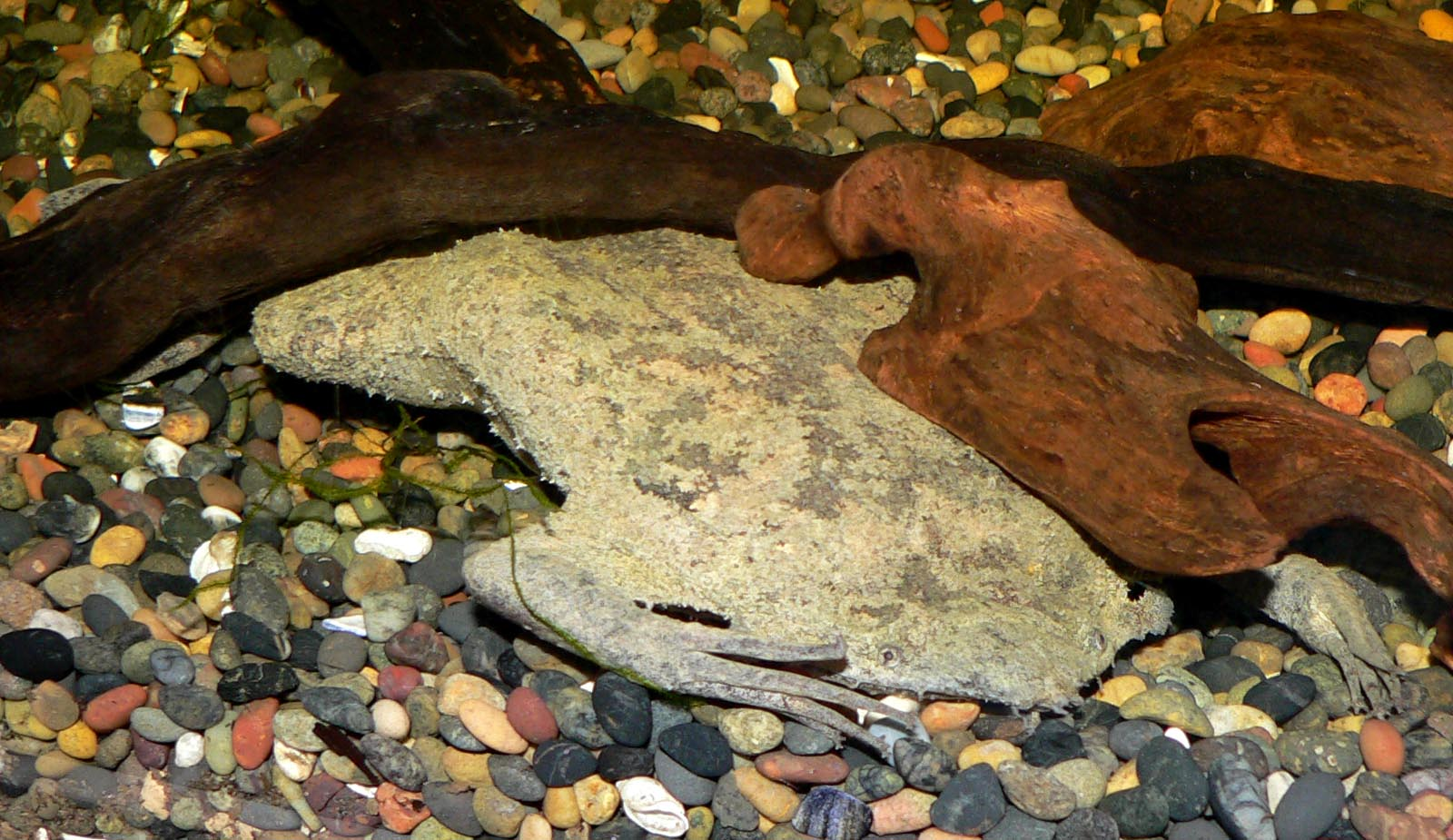
pipa americká
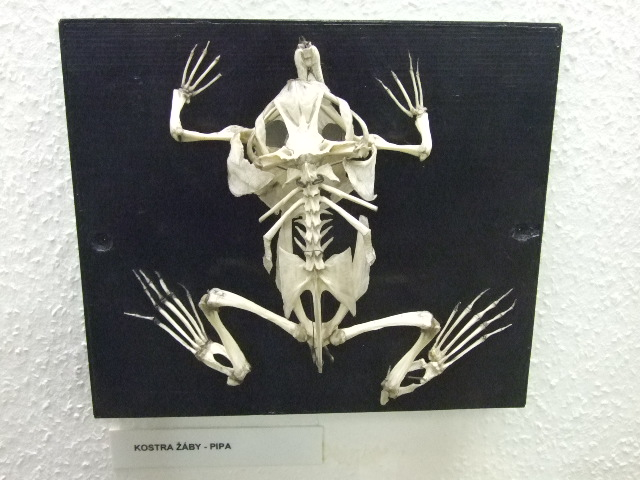
kostra pipy americké
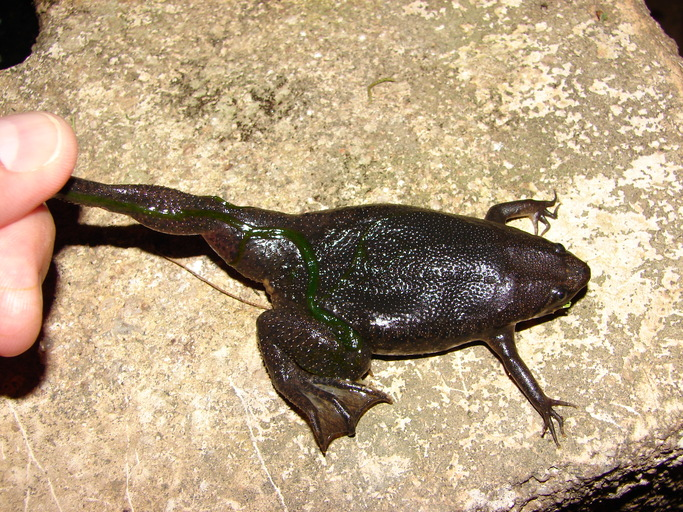
příbuzná pipy americké: pipa Carvalhoova